# António de Abreu de Lima Pereira Coutinho
D. António de Abreu de Lima Pereira Coutinho, primeiro e único visconde de Cortegaça, (Ponte de Lima, Santa Comba, 11 de fevereiro de 1854 – Viana do Castelo, Cortegaça, 22 de fevereiro de 1933).
Elevado a visconde por D. Carlos I de Portugal, por decreto de 2 de maio de 1907.
Filho de Francisco António de Abreu Pereira Coutinho e de Catarina de Sena Pereira Pimenta de Sá Furtado de Mendonça, filha de Miguel Tinoco de Sá Pereira de Amorim e Lima e de Maria José Pereira Furtado de Mendonça.
Casou-se com Maria José Perestrelo de Alarcão Marinho Pereira de Araújo, com a qual não teve filhos.
Após a implementação da República e o fim do sistema nobiliárquico, foram pretendentes ao título o seu sobrinho juiz D. António de Magalhães Barros de Araújo Queirós, que chegou a usá-lo nas suas várias publicações, e D. António de Abreu Calheiros de Noronha Lobo Machado Pereira Coutinho.